# Івано-Франківська селищна рада
Івано-Франківська селищна рада — орган місцевого самоврядування у Яворівському районі Львівської області. Адміністративний центр — селище Івано-Франкове.

## Загальні відомості
Івано-Франківська селищна рада утворена в 1945 році. Водоймища на території, підпорядкованій даній раді: річка Верещиця.

## Населені пункти
Селищній раді підпорядковані населені пункти:
- селище Івано-Франкове
- с. Верещиця
- с. Лелехівка

## Склад ради
Рада складається з 30 депутатів та голови.

### Керівний склад попередніх скликань
| ПІБ                          | Основні відомості                                                                        | Дата обрання | Дата звільнення |
| ---------------------------- | ---------------------------------------------------------------------------------------- | ------------ | --------------- |
| Літвінов Володимир Йосифович | Селищний голова, 1955 року народження, член Всеукраїнського об'єднання «Свобода»         | 26.03.2006   | 31.10.2010      |
| Семеряк Іван Іванович        | Селищний голова, 1966 року народження, освіта вища, член партії Європейська Солідарність | 31.10.2010   | 27.11.2020      |
| Перун Ірина Михайлівна       | Селищний голова, 1961 року народження, освіта вища, безпартійна                          | 27.11.2020   |                 |

Примітка: таблиця складена за даними джерела